# Marta Sánchez
Marta Sánchez López (Madrid, 8 maggio 1966) è una cantante spagnola.
Nel 1985 si unì al gruppo musicale Olé Olé, ottenendo un grande successo dentro e fuori la Spagna. Ha debuttato come solista nel 1993 con l'album Mujer.

## Carriera

### Infanzia ed esordi musicali (1969-1985)
Marta Sánchez è nata l'8 maggio 1966 a Madrid, figlia del cantante asturiano Antonio Sánchez Camporro e della galiziana María Paz López Pestonit. Fin da piccola è stata circondata da artisti e il suo padrino era il tenore e insegnante di canto Alfredo Kraus. All'età di 13 anni componeva già canzoni con il suo compagno di classe Pedro Perilla e ne dedicò molte alla Vergine della sua scuola. Anni dopo, determinata a realizzare il suo sogno, decise di apparire in un programma musicale sulla TVE presentato da Torrebruno, intitolato Sabadabadá. Con una chitarra in mano, regalatale dai suoi genitori, eseguì una canzone da lei composta, intitolata Voy buscando.
La sua prima opportunità nella musica arrivò dal gruppo Cristal Oskuro, un gruppo di musica techno-pop con il quale lavorò per alcuni mesi esibendosi in vari luoghi di Madrid. Sebbene non abbia registrato alcun album con questo gruppo, è stato durante una delle loro presentazioni in un locale ad Atocha che Tino Azores, un tecnico del suono, notò Marta e l'incoraggiò a partecipare ad un casting vocale per il gruppo Olé Olé come possibile sostituta di Vicky Larraz. Dopo aver superato le prove di selezione, dove doveva cantare un vecchio brano del gruppo, Marta a 19 anni divenne la nuova cantante.

### Gli anni con Olé Olé (1985-1990)
Già come nuova cantante degli Olé Olé, venne pubblicato nel 1986 il primo album del gruppo Bailando sin salir de casa, che vendette più di 100.000 copie e aprì loro le porte in America Latina. Nel 1987 gli Olé Olé pubblicarono il loro secondo album Los caballeros las prefieren rubias e l'anno successivo pubblicarono Cuatro hombres para Eva, un album da cui venne tratta la canzone Supernatural e, come omaggio alla nostalgia, la canzone Quizás, quizás, quizás.
Nel 1989 gli Olé Olé furono il primo gruppo spagnolo ad esibirsi al Festival di Viña del Mar, in Cile. L'anno successivo pubblicarono il loro quarto album intitolato '1990', che ottenne il doppio disco di platino, vendendo più di 250.000 copie. Alla fine dello stesso anno, gli Olé Olé furono scelti per esibirsi davanti alle truppe spagnole schierate nella Guerra del Golfo Persico. Marta Sánchez eseguì diverse canzoni e incoraggiò i soldati, come aveva fatto Marilyn Monroe durante la guerra di Corea nel 1954 o Rosa Morena nella Marcia Verde nel 1975.
L'album 1990 è stato prodotto da Nile Rodgers, assiduo collaboratore di artisti internazionali come Madonna, Diana Ross e David Bowie, che compose anche la canzone Soldiers of Love, il primo singolo estratto dall'album. Questo album, di cui è stata realizzata un'edizione per il mercato inglese, è stato l'ultimo album che Marta ha registrato con gli Olé Olé. Da quel momento la cantante iniziò a preparare il lancio della sua carriera da solista.

### Televisione
Nel 2013 viene scelta come una dei quattro giurati nel talent Tu cara me suena.

## Discografia

### Come solista

#### Album in studio
- 1993 – Mujer
- 1995 – Mi mundo
- 1997 – Azabache
- 1998 – Desconocida
- 2002 – Soy Yo
- 2007 – Miss Sánchez
- 2015 – 21 días

#### Raccolte
- 2001 – Los Mejores Años De Nuestra Vida
- 2004 – Lo mejor de Marta Sánchez
- 2010 – De Par en Par

#### Vivere
- 2005 – En Directo: Gira 2005 desde La Coruña

### Con Olé Olé

#### Album in studio
- 1986 – Bailando sin salir de casa
- 1987 – Los caballeros las prefieren rubias
- 1988 – Cuatro hombres para Eva
- 1990 – 1990

## Tournée
- 1994: Gira Mujer
- 1995: Gira Mi Mundo
- 1996: Gira Verano
- 1997-1998: Gira Azabache
- 1999-2000: Gira Desconocida
- 2000: Gira del Musical "La Magia De Broadway"
- 2002: Gira Soy Yo
- 2005: Gira 2005
- 2007: Gira Miss Sánchez
- 2010 - 2011: Gira 25 Aniversario
- 2012: Gira Mi Cuerpo Pide Mas
- 2013: Gira Ídolos
- 2014: Gira Verano 2014
- 2015-2017: Gira 21 Días
- 2018-2019: Gira Piano Y Voz
- 2019: Gira Verano 2019
- 2022:Tour Brillar
- 2022-2023:De Cerca

## Colonne sonore
| Anno | Film               | Canzone                             |
| ---- | ------------------ | ----------------------------------- |
| 1992 | Supernova          | Everlasting                         |
| 1996 | Curdled            | Obsession                           |
| 2005 | Lo Mejor de Disney | Es La Noche Del Amor                |
| 2007 | Donkey Xote        | Dónde están mis Sueños / One & Only |
| 2010 | Enredados          | Algo así quiero Yo                  |